# Francisco Pacheco
Francisco Pacheco (3. listopadu 1564 Sanlúcar de Barrameda – 27. listopadu 1644 Sevilla) byl španělský malíř z období manýrismu a autor pojednání o umění, známý i jako učitel a tchán Diego Velázqueze. Jeho učebnice s názvem Arte de la Pintura (Umění malby, vydáno posmrtně roku 1649) je významná zejména z hlediska ikonografie, ale popisuje i malířské materiály a techniky a obsahuje také biografické informace o tehdejších španělských malířích.

## Život

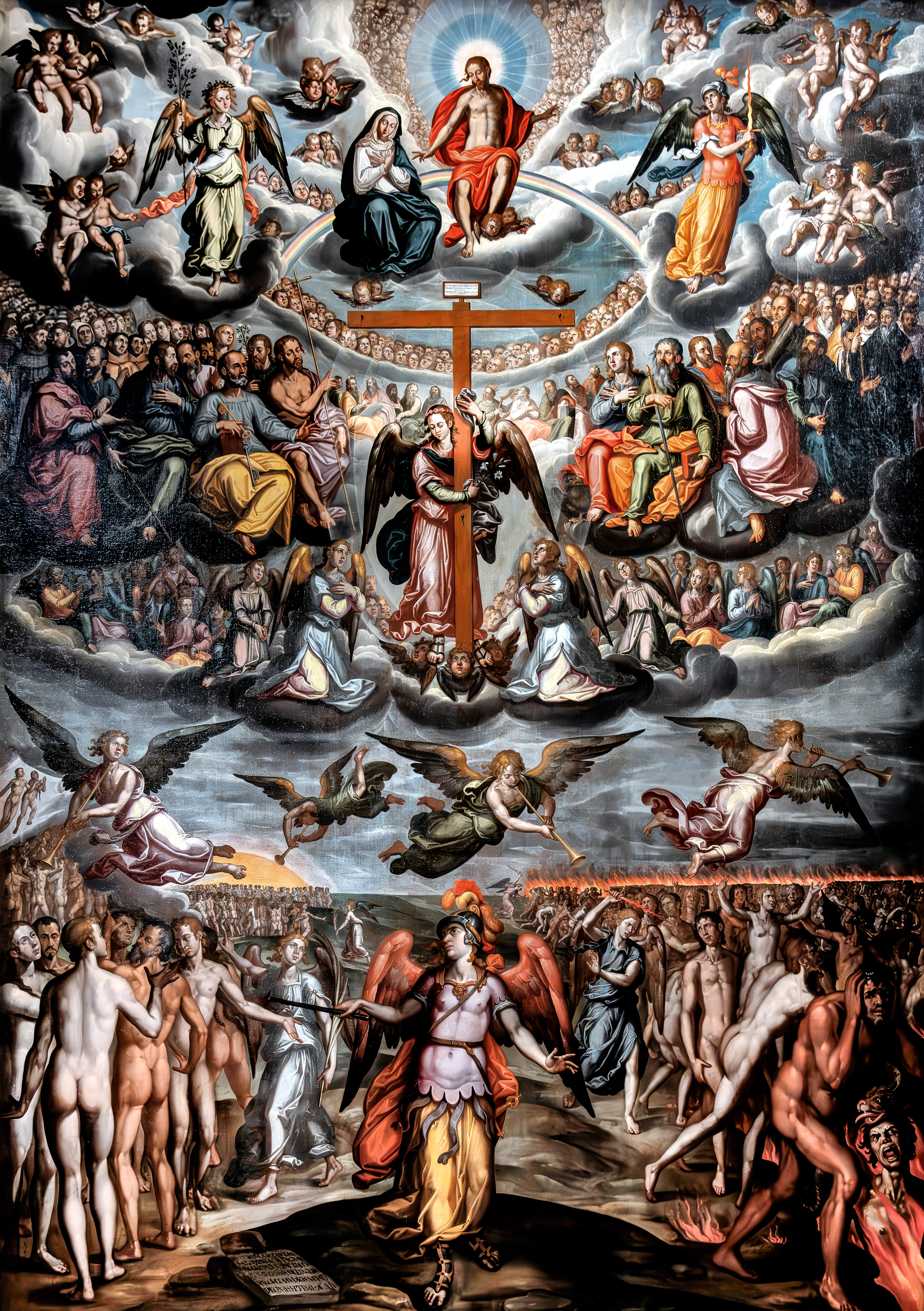
Francisco Pacheco, Lo Judici Final (Poslední soud)

Jeho skutečné jméno bylo Francisco Pérez del Río. Už v mladém věku se před rokem 1580 přestěhoval do Sevilly, kde byl jeho strýc Francisco Pacheco kanovníkem, a přijal jeho jméno za vlastní. Vyučil se u sevillského malíře Luise Fernándeze. Jeho dobré vztahy s duchovenstvem a důležitými osobami mu poskytovaly širokou klientelu a na začátku 17. století byl považován za předního sevilského malíře.
V letech 1610 a 1611 navštívil Madrid a Toledo, kde studoval dílo El Greca. Po návratu do Sevilly se stal jeho žákem Diego Velázquez, který se pak v roce 1618 oženil s Pachecovou dcerou.
Jako humanista s teologickými znalostmi si Pacheco vytvořil uznávané postavení nejen mezi sevilskými umělci a učenci, ale byl oficiálně uznáván jako znalec umění i inkvizičním tribunálem.

## Dílo
Vlastní Pachecovo malířské dílo se vyznačuje akademickým manýrismem ovlivněným zejména italským a vlámským uměním; byl obdivovatelem Rafaela, Correggia, Michelangela i Alberta Dürera. Jeho obrazy jsou převážně hagiografické, zdůrazňoval v nich zejména přesné zobrazování náboženských atributů. Je ceněn jako dobrý kreslíř a některé jeho práce jsou monumentální svými rozměry, ale umělecky nejsou příliš evoluční.
Zato je velmi ceněna jeho schopnost umění studovat, analyzovat a vysvětlovat. Z hlediska historie umění jsou jeho spisy významné nejen jako údaje o umělcích a uměleckých školách, ale i jako vysvětlení obrazových technik nebo pravidel sochařské polychromie. V posledních letech svého života se věnoval psaní uměleckého pojednání s názvem Arte de la Pintura (Umění malby). Dokončil ho v roce 1641, ale publikováno bylo až posmrtně v roce 1649. Představuje jedno z nejlepších uměleckých pojednání španělského baroka a je považováno za významné dílo katolické ikonografie.